# Marek Kaščák
Marek Kaščák (* 22. Mai 1982 in Bardejov) ist ein slowakischer Fußballspieler. Der Mittelfeldspieler steht seit Sommer 2013 beim FC Zbrojovka Brünn unter Vertrag. 

## Vereinskarriere
Kaščák spielte in der Jugend beim Partizán Bardejov. Sein erster Profiverein war FK Dukla Banská Bystrica. Von 2002 bis 2010 war er in Olomouc gebunden erst in Jahren 2002 bis 2006 beim 1. HFK Olomouc, dann in Jahren 2006 bis 2010 beim SK Sigma Olmütz. Aus Olomouc war er dreimal verliehen, nach SK SULKO Zábřeh, FK AS Trenčín und FC Spartak Trnava. Im Januar 2011 wechselte er zum FC Spartak Trnava, er bekam einen Vertrag für zwei Jahre.

## Nationalmannschaft
Kaščák debütierte im März 2011 in der slowakischen Nationalmannschaft.